# Materiał archiwalny
Materiał archiwalny (ang. archival material) – termin obejmujący materiały piśmienne o wysokiej trwałości, nieulegające starzeniu podczas długiego przechowywania. Są to materiały polecane do sporządzania dokumentów, które mają mieć wartość archiwalną. Pojęcie obejmuje sam papier oraz przybory piśmienne, tusze i techniki druku.
Barwnik używany do pisania nie powinien się utleniać ani rozkładać do produktów kwasowych, które mogłyby obniżyć pH papieru i tym samym przyspieszyć jego degradację.
Do materiałów archiwalnych zalicza się:
- papier: bezkwasowy lub zasadowy,
- tusze: zawierające węgiel w postaci sadzy,
- ołówki: tradycyjne, zawierające węgiel w postaci grafitu.

Wytwarza się także archiwalne tusze do drukarek atramentowych.
Materiały archiwalne są opatrywane międzynarodowym symbolem, którym jest znak nieskończoności {\displaystyle \infty .}